# Kuratorium für Waldarbeit und Forsttechnik
Das Kuratorium für Waldarbeit und Forsttechnik e. V. (KWF) ist ein eingetragener, gemeinnütziger Verein und wird von über 2300 Mitgliedern getragen. Das KWF ist das Kompetenzzentrum für Waldarbeit, Forsttechnik und Holzlogistik in Deutschland und Europa. Der Verein hat seinen Sitz in Groß-Umstadt (Hessen).

## Geschichte
Das KWF wurde 1962 als Zusammenschluss der Technischen Zentralstelle der deutschen Forstwirtschaft (TZF) und der Gesellschaft für forstliche Arbeitswissenschaft (GEFFA) gegründet. Es führt die Aufgabenstellungen seiner beiden auf die Jahre 1925/1927 zurückgehenden Vorgängereinrichtungen und der nach dem Kriege parallel entstandenen Zentralstelle für forsttechnische Prüfungen (ZFP) in Potsdam-Bornim weiter. Das KWF ist als einzige überregional tätige Einrichtung ihrer Art die deutsche Zentralstelle für die bundesweite Bearbeitung von praxisbezogenen forsttechnischen Aufgabenstellungen sowohl angewandt wissenschaftlicher als auch technisch-praktischer Art.

## Aufgaben
Das Kuratorium für Waldarbeit und Forsttechnik e. V. (KWF) informiert und berät alle Akteure aus den Bereichen Forst, Holz und Bioenergie und steht allen als Ansprechpartner zur Verfügung. Es konzentriert sich gemeinwohlorientiert und länderübergreifend auf die wichtigen Aufgaben der Zukunftssicherung, Unfallvermeidung und Umweltvorsorge. Damit ist das KWF beispielhaft für eine gemeinsame, arbeitsteilige, rationelle und zukunftsweisende Aufgabenerledigung von Bund und Ländern.
Das KWF prüft und zertifiziert als einzige bundesweit und länderübergreifend tätige Organisation Forsttechnik, forstliche Arbeitsmittel und Schutzausrüstung. Dabei vergibt es die Gebrauchswertzeichen „KWF-Profi“ und „KWF-Standard“, das KWF-Testzeichen, aber auch die DPLF- und GS-Zeichen.
Das KWF vermittelt außerdem branchenübergreifend zwischen Forschung, Praxis und Industrie in den Bereichen Forst, Holz und Bioenergie. In diesen Bereichen steht es außerdem als Projektpartner zur Verfügung.
Das KWF organisiert die KWF-Tagung. Sie zählt zu den größten Forst-Messen der Welt und findet alle vier Jahre an wechselnden Standorten statt. Auf verschiedenen anderen Messeveranstaltungen gestaltet das KWF zudem Sonderschauen zu den Themen Forst und Holz.
Am Vereinssitz in Groß-Umstadt veranstaltet das KWF Fachforen, Seminare, Workshops und Expertengespräche zu aktuellen Themen aus der forstlichen Praxis.

## Die KWF-Prüfzeichen
Das KWF ist mit seiner forsttechnischen Kompetenz die spezialisierte Prüfstelle, für Forstpraxis und Hersteller vergibt die folgenden Prüfzeichen:

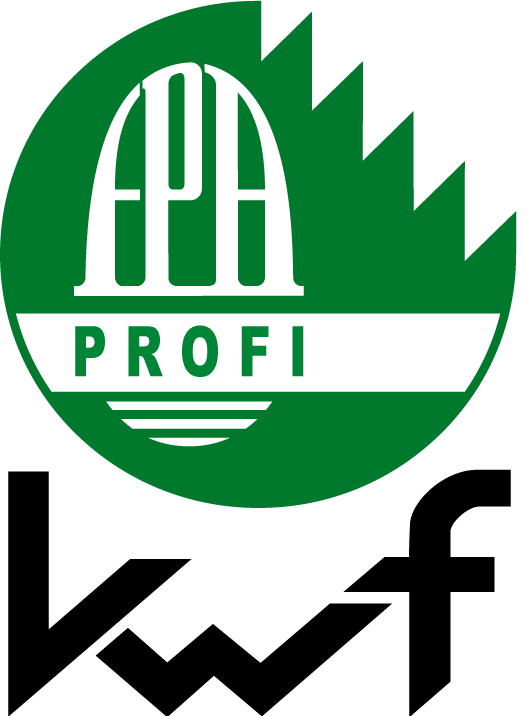
KWF-Prüfzeichen Profi
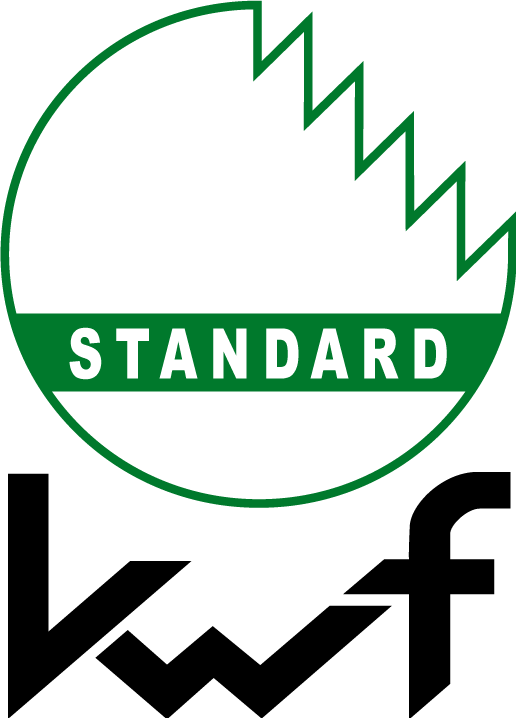
KWF-Prüfzeichen Standard
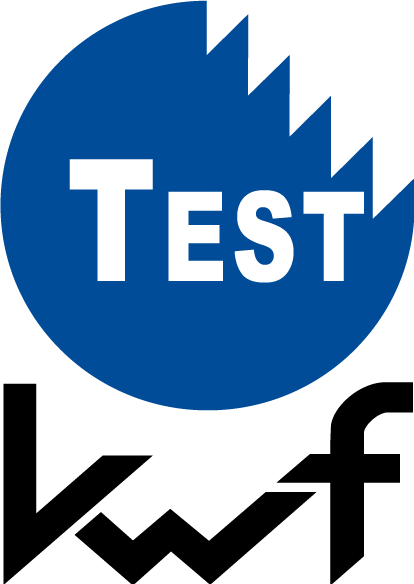
KWF-Testzeichen

### Gebrauchswertprüfung
Ursprünglich wurden alle erfolgreich geprüften Forsttechnischen Arbeitsmittel vom 1949 gegründeten Forstlichen Prüfausschuss (FPA) mit einem einheitlichen Prüfsiegel versehen – der sogenannten „Prüfeichel“. Zur besseren Eingliederung der Prüfarbeit in die Gesamtarbeit des KWF hat der FPA 2005 beschlossen, das FPA-Prüfzeichen zum KWF-Gebrauchswertzeichen umzugestalten.
Seit 2006 werden forsttechnische Arbeitsmittel, die das KWF umfassend geprüft hat, mit dem Gebrauchswertzeichen ausgezeichnet. Produkte, die dieses Prüfzeichen tragen, erfüllen nachweislich alle Standards der Arbeitssicherheit, Ergonomie, Umweltverträglichkeit und Wirtschaftlichkeit sowie den aktuellen Stand der Technik. Die Prüfung umfasst technische Messungen, forstliche Einsatzprüfungen und Praxisumfragen. Bei positivem Ergebnis beschließt der zuständige Forstliche Prüfausschuss (FPA) über das Urteil „FPA-anerkannt“ – wenn erforderlich, auch über Auflagen für notwendige Verbesserungen. Die Prüfberichte werden auf der Website des KWF veröffentlicht. Sie enthalten die Prüfergebnisse, eine Beurteilung sowie zusätzliche Hinweise zu Einsatzbereich und Einsatzschwerpunkt.
Seit 2010 gibt es die Gebrauchswertzeichen „KWF-Profi“ und „KWF-Standard“. Dies wurde erforderlich, um auch in dem immer größer werdenden Bereich der nicht-gewerblichen Anwender und in Spezialbereichen wie z. B. der Landschafts-, Gehölz- und Baumpflege Grundanforderungen an Sicherheit und Einsatztauglichkeit definieren zu können.

#### KWF-Profi
Das Prüfzeichen wird seit 2010 vergeben. Es ersetzt das bis dahin gebräuchliche Zeichen „KWF-Gebrauchswert“ und das ältere FPA-Zeichen. Das neue Zeichen ist inhaltlich identisch. Forsttechnische Arbeitsmittel, die mit diesem Prüfzeichen ausgezeichnet werden, erfüllen die hohen Ansprüche der professionellen Waldarbeit. Sie durchlaufen die komplette Gebrauchswertprüfung, sind nachweislich sicher, ergonomisch, umweltverträglich und wirtschaftlich. Zudem haben sie ihre Einsatztauglichkeit in zwölfmonatigen Praxiseinsätzen nachgewiesen.

#### KWF-Standard
Das ebenfalls 2010 eingeführte KWF-Prüfzeichen trägt den Schriftzug „Standard“. Alle Prüfobjekte durchlaufen eine komplette Gebrauchswertprüfung. Alle Sicherheitsaspekte müssen nach den gleichen Kriterien wie bei „KWF-Profi“ erfüllt werden. „KWF-Standard“ ist speziell für Produkte vorgesehen, die sich von den hohen Ansprüchen eines professionellen forstlichen Einsatzes abgrenzen. Das bezieht sich – je nach Produktgruppe – auf die verwendeten Materialien, Tragekomfort, Leistungsgewichte, Bedienkomfort und ähnliches. Die Kriterien hierfür werden dem aktuellen Stand der Technik immer wieder angepasst. Ziel ist es, dass sich auch Gelegenheitsnutzer – beispielsweise ein Brennholzselbstwerber o. ä. – auf geprüfte Sicherheit in einem für seine Zwecke ausreichenden Preissegment verlassen können.

#### KWF-Test
Mit dem KWF-Testzeichen werden Produkte ausgezeichnet, bei denen einzelne technische Merkmale erfolgreich geprüft wurden: z. B. Messgenauigkeit bei Kranvollerntern, Funktion von Reifendruckregelanlagen, Außentauglichkeit von mobilen Datenerfassungsgeräten, Normqualität bei Sonderkraftstoffen. Das Prüfzeichen benennt das geprüfte Merkmal.

#### Arbeitssicherheit
Technische Arbeitsmittel müssen mit dem CE-Kennzeichen  gekennzeichnet sein. Damit bestätigt der Hersteller, dass die grundlegenden Sicherheitsanforderungen und einschlägigen Rechtsvorschriften erfüllt sind. Das KWF berät Hersteller und Anwender und führt EG-Baumusterprüfungen durch.
Das KWF ist zertifiziertes GS-Prüflabor und kann die Einhaltung der Sicherheitsanforderungen von Maschinen und Geräten überprüfen. Im Rahmen der Deutschen Prüfstelle für Land- und Forsttechnik (DPLF) vergibt es das GS-Zeichen oder auch das ET-Zeichen.

#### International
Die Prüfungen des KWF sind nicht auf Deutschland beschränkt, sondern international ausgerichtet. Dies ist gewährleistet durch die Teilnahme des KWF im ENTAM-Prüfstellenverbund. Experten aus europäischen Partnerinstitutionen wirken in den Prüfausschüssen des KWF mit und gewährleisten die Relevanz der Prüfung für ganz Europa. Die Bandbreite der einbezogenen Institutionen gewährleistet die Beachtung auch besonderer Anforderungen an geprüfte Technik, etwa unter alpinen Verhältnissen oder im Flachland. Dadurch erhalten die Prüfungen des KWF europäische Relevanz.

## Arbeitsschwerpunkte der acht Fachressorts

### Schutzausrüstung & Bekleidung
- Prüfung und Erprobung von Persönlicher Schutzbekleidung, wie z. B. Schnittschutzhosen, Helmen, Sicherheitsschuhen usw., und Waldarbeiter-Personalwagen auf Gebrauchswert, Arbeitssicherheit und Umweltverträglichkeit
- Formulierung, Bereitstellung und Erprobung von Arbeitsschutzmaßnahmen
- Technische Entscheidungshilfen für Beschaffung und Einsatz
- Auswertung und Umsetzung von Forschungsergebnissen aus dem Bereich Ergonomie
- Mitarbeit bei Normung, Richtlinien und Vorschriften zur Unfallverhütung
- EG-Baumusterprüfung von Schnittschutz für die Nutzung bei der Arbeit mit Motorsägen
- Technische Beratung von Herstellern und Forstpraxis
- Prüfausschuss „Arbeitsschutzausrüstung“[12]

### Forstgeräte & Werkzeuge
- Prüfung und Erprobung von Forstgeräten & Werkzeugen, wie z. B. Motorsägen, Keile, Fällhilfen, Jagdeinrichtungen usw., auf Gebrauchswert, Arbeitssicherheit und Umweltverträglichkeit
- Sicherheitsprüfungen: EG-Baumuster, GS-Zeichen, Begutachtungen
- Technische Entscheidungshilfen für Beschaffung und Einsatz;
- Auftragsprüfungen: Marktüberwachung, Verbraucherschutz, Produkteinführung
- Mitarbeit bei Normung
- Technische Beratung von Herstellern und Forstpraxis
- KWF-Prüfausschuss „Geräte und Werkzeuge“[13]

### Forstmaschinen & –zubehör
- Prüfung von Arbeitsmaschinen für die Holzernte, wie z. B. Harvester, Forwarder usw., sowie relevantem Zubehör auf Gebrauchswert, Arbeitssicherheit und Umweltverträglichkeit
- Technische Entscheidungshilfen für Beschaffung und Einsatz
- Untersuchungen zu ingenieurtechnischen Spezialfragen für die Forstpraxis
- Mitarbeit bei Normung
- Technische Beratung von Herstellern und Forstpraxis
- Koordination des deutschen Normengremiums Forstmaschinen und Mitarbeit in weiteren relevanten Normungsgremien
- KWF-Prüfausschuss „Forstmaschinen“[14]

### Forstliche Arbeitsverfahren & Technikfolgenabschätzung
- Untersuchung von Arbeitsverfahren und forsttechnischen Systemen
- Bereitstellung von Entscheidungshilfen für Beurteilung und Verbesserung forsttechnischer Systeme
- Verbreitung empfehlenswerter Verfahrenstechnik
- Konzeption und Organisation der Fachexkursion im Rahmen von KWF-Tagungen und KWF-Thementagen
- KWF-Arbeitsausschuss: Waldbau und Forsttechnik[15]

### Holzlogistik & Datenmanagement
- Erarbeitung und Pflege von Datenstandards und Standardschnittstellen in der Holzlogistikkette (ELDAT, StanForD, PapiNet, Geodat)
- Betreuen Anwendungs-Projekte mit Partnern aus Deutschland sowie dem europäischen Ausland
- fachliche Ergänzung zur Untersuchung von Arbeitsverfahren und forsttechnischen Systemen sowie dem Erschließen von Nutzungspotenzialen aus der Waldbewirtschaftung[16]

### Bioenergie & Stoffkreisläufe
- Bereitstellung und Verbreitung von Fachinformationen zum Thema Energieholz und Energieholzernte für die Forstpraxis
- Schaffung von Markttransparenz über das technische Angebot im Bereich Bioenergie
- Konzeption, Organisation und Durchführung von Sonderschauen zum Thema Bioenergie im Rahmen der KWF-Messearbeit
- Ausbau, Vernetzung und Initialberatung zum Themenkomplex Bioenergie mit Schwerpunkt Festbrennstoff Holz
- KWF-Arbeitsausschuss: Netzwerk Holzenergie[17]

### Information & Marketing
- Organisation von Sonderschauen auf forstlichen Messen
- Konzeption, technische Organisation und Durchführung der KWF-Tagung
- Bereitstellen von forsttechnischen Informationen für die Forstpraxis
- Anregen, Bewerten und Bekanntmachen von forsttechnischen Neuheiten
- Erstellen der jährlichen Forstmaschinenstatistik (Verkaufszahlen von Harvestern, Forwardern und Forstschleppern in Deutschland, Österreich und Schweiz)
- enge Zusammenarbeit mit dem KWF-Firmenbeirat[18]

### Arbeitssicherheit & Qualifizierung
- Auswertung und Umsetzung von Forschungsergebnissen aus dem Bereich Ergonomie
- Unfallstatistik und Unfallanalyse
- Umsetzung der Arbeitsergebnisse des KWF, insbesondere im Hinblick auf die Qualifizierung von Waldarbeitern, Forstunternehmern, Kleinprivatwaldbesitzern, Betriebsleitern und Ausbildern
- Erfassung und Bereitstellung von Lehr- und Lernmaterialien für Aus-, Fort- und Weiterbildung
- Koordination des Qualitätsmanagementsystems der deutschsprachigen forstlichen Bildungsstätten
- KWF-Arbeitsausschüsse: Mensch und Arbeit sowie Forstliche Bildungsstätten
- REFA-Fachausschuss Forstwirtschaft[19]

## KWF-Tagung

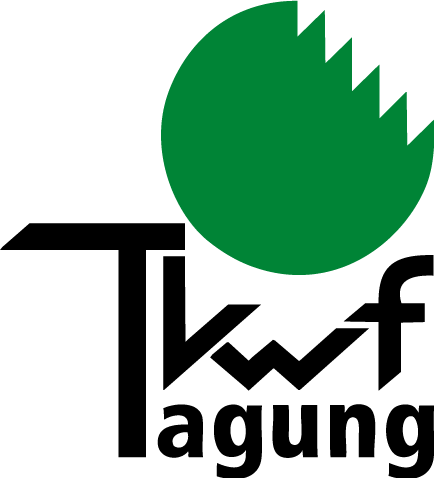

Die KWF-Tagung zählt zu den größten Forstdemo-Messen weltweit. Sie ist die größte Forstdemo-Messe in Mitteleuropa und findet alle vier Jahre an wechselnden Standorten statt. Die KWF-Tagung besteht traditionell aus drei Elementen – der KWF-Expo (Forstmaschinen- und Neuheitenschau), den Fachexkursionen und dem Fachkongress.
| Jahr | Ort                                    | Tagungsthema                                                                          |
| ---- | -------------------------------------- | ------------------------------------------------------------------------------------- |
| 1964 | 1. KWF-Tagung Lüneburg                 | Bestandesbegründung – technische Möglichkeiten und neue Wege                          |
| 1966 | 2. KWF-Tagung Freudenstadt             | Holzbringung                                                                          |
| 1968 | 3. KWF-Tagung Bad Homburg vor der Höhe | Technische Möglichkeiten zur Verbesserung der Wirtschaftlichkeit im Forstbetrieb      |
| 1971 | 4. KWF-Tagung Bayreuth                 | Arbeits- und Betriebsorganisation beim Maschineneinsatz                               |
| 1973 | 5. KWF-Tagung Trier                    | Der Wald, der im Wald tätige Mensch und die Forsttechnik                              |
| 1975 | 6. KWF-Tagung Braunschweig             | Durchforstung                                                                         |
| 1977 | 7. KWF-Tagung Schmallenberg            | Betriebsstruktur und Mechanisierung                                                   |
| 1981 | 8. KWF-Tagung Kassel                   | Bestandesbegründung im Mittelgebirge                                                  |
| 1985 | 9. KWF-Tagung Ruhpolding               | Waldschonende Holzernte                                                               |
| 1988 | 10. KWF-Tagung Heilbronn               | Waldpflege – Investition für die Zukunft                                              |
| 1992 | 11. KWF-Tagung Koblenz                 | Waldarbeit im Umbruch                                                                 |
| 1996 | 12. KWF-Tagung Oberhof                 | Forsttechnik für naturnahe Waldwirtschaft                                             |
| 2000 | 13. KWF-Tagung Celle                   | Forstwirtschaft im Einklang von Mensch, Natur, Technik                                |
| 2004 | 14. KWF-Tagung Groß-Umstadt            | Prozessorientierung in der Forstwirtschaft – neue Technik, neue Partner, neues Denken |
| 2008 | 15. KWF-Tagung Schmallenberg           | Forsttechnik live im Sturmholz                                                        |
| 2012 | 16. KWF-Tagung Bopfingen               | Faszination Forstwirtschaft – durch Zusammenarbeit gewinnen                           |
| 2016 | 17. KWF-Tagung Roding                  | Wälder – Menschen – Märkte Forstwirtschaft nutzt natürlich!                           |
| 2024 | 18. KWF-Tagung Schwarzenborn (Knüll)   | Forstwirtschaft erleben                                                               |

## KWF-Thementage

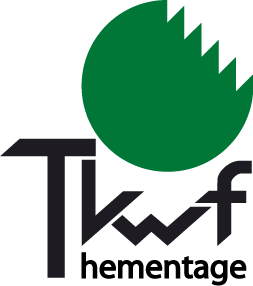

Mit den KWF-Thementagen wurde 2010 eine neue Veranstaltung des KWF ins Leben gerufen. Sie richtet sich an ein Fachpublikum und greift jeweils ein aktuelles Thema auf. KWF-Thementage weisen das Profil der bewährten KWF-Tagung auf. Sie setzen allerdings nur einen Schwerpunkt und finden in einem wesentlich kleineren Rahmen statt.
| Jahr | Ort                                              | Thema                                                                   |
| ---- | ------------------------------------------------ | ----------------------------------------------------------------------- |
| 2010 | 1. KWF-Thementage Dierdorf                       | Bodenschonung beim Forstmaschineneinsatz in der Holzernte               |
| 2013 | 2. KWF-Thementage Stralsund/Rügen                | Umweltgerechte Bewirtschaftung nasser Waldstandorte                     |
| 2015 | 3. KWF-Thementage Groß Heins/Verden              | Kleiner Wald – was tun? Nachhaltige Bewirtschaftung kleiner Waldflächen |
| 2017 | 4. KWF-Thementage Paaren im Glien/Havelland      | IT-Lösungen für die Forstwirtschaft                                     |
| 2019 | 5. KWF-Thementage Richberg/Schwarzenborn (Knüll) | Walderschließung heute – Neue Wege zur Logistik                         |
| 2022 | 6. KWF-Thementage Sachsen-Anhalt                 | Wiederbewaldung                                                         |